# テルブタリン
テルブタリン（Terbutaline）は速効性の交感神経β2受容体作動薬の一つである。商品名ブリカニール。日本では経口剤および皮下注射剤が販売されているが、海外では喘息の「リリーバー」として吸入剤も用いられている。
また、適応外使用として切迫早産の抑止（子宮弛緩作用）にも使用される。アメリカ産科婦人科学会はそのような使用を推奨していない。
テルブタリンは世界アンチ・ドーピング機関の薬物リストに収載されており、オリンピック選手の場合は、事前に治療的吸入使用の許可を得ない限り使用禁止とされている。

## 効能・効果
日本で承認されている効能・効果は、気管支喘息、慢性気管支炎、喘息性（喘息様）気管支炎、気管支拡張症、肺気腫である。錠剤のほか、後発品に細粒剤がある。気管支拡張症および肺気腫にはシロップ剤は使用できない。皮下注射剤は気管支喘息にのみ使用できる。

### 有効性
喘息発作時のリリーバーとしてはテルブタリンの頓用使用に比較して、維持療法に使用するブデソニド/ホルモテロール配合剤を追加吸入する方が最初の重度増悪までの期間や重度増悪・軽度増悪した患者の割合について優れていた。
子宮収縮抑制剤として早産の抑制に使われることがあるが、胎児の心筋壊死が発生することがあり、2011年には米国で72時間を超える投与が禁止された。そもそもテルブタリンは子宮弛緩剤としては承認されていない。FDAの胎児危険度分類はCであり、妊婦に対して日常診療に用いる薬ではない。米国産科婦人科学会もまた早産予防にテルブタリンを48時間以上用いないよう呼びかけている。

## 副作用
注意すべき重大な副作用は、アナフィラキシー様症状（0.1%未満）と血清カリウム値低下（頻度不明）である。
- 成人に見られる副作用―頻脈、不安、神経過敏（英語版）、振戦、頭痛、高血糖症、低カリウム血症、高血圧、（稀に）肺水腫[8]
- 胎児に見られる副作用―頻脈、低血糖症[9]

## 構造活性相関
窒素を修飾する三級ブチル基が、交感神経β2受容体選択性を高めている。ベンゼン環の4位に水酸基がない事で、COMTの影響を受け難くなっている。

## 立体化学
テルブタレンは、立体中心を含み、2つのエナンチオマーからなる。 これは[ラセミ体]、すなわち（R）体と（S）体の1：1混合物である：
| テルブタリンのエナンチオマー | テルブタリンのエナンチオマー |
| ---------------------------- | ---------------------------- |
| CAS-Nummer: 37394-31-3       | CAS-Nummer: 90877-48-8       |

## ドラマでの引用
ドラマ「アンサング・シンデレラ」第11回では、早産の患者に対してリトドリンの代わりにテルブタリンを近くの内科から取り寄せるシーンに引用されていた。